# 坎德拉里亞 (大西洋省)
坎德拉里亞是哥倫比亞的城市，位於該國北部，由大西洋省負責管轄，距離首府巴蘭基亞60公里，始建於1760年，面積143平方公里，海拔高度8米，2005年人口11,635。

## 外部連結
- （西班牙文） Candelaria official website
- （西班牙文） Gobernacion del Atlantico - Candelaria

10°30′N 74°50′W / 10.500°N 74.833°W